# Reykjaholtsmáldagi
Der Reykjaholtsmáldagi (altisländisch für „Inventar“ bzw. „Vereinbarung von Reykholt“) ist ein isländisches Kopialbuch. Es umfasst die Besitzungen und Rechte der Kirche von Reykholt. 
Der Reykjaholtsmáldagi wurde über einen längeren Zeitraum kompiliert, wobei die ältesten Eintragungen von ca. 1185 stammen. Einige spätere Eintragungen beziehen sich direkt auf den isländischen Politiker, Schriftsteller und Historiker Snorri Sturluson, der von 1206 bis zu seiner Ermordung 1241 seinen Wohnsitz in Reykholt hatte. 
Der Reykjaholtsmáldagi ist das älteste im Original erhaltene Dokument in isländischer Sprache.

## Editionen und Literatur
- Reykjaholts-máldagi. Det originale pergaments-dokument over Reykjaholt kirkegods og-inventarium i 12. og 13. årh., litografisk gengivet, samt udførlig fortolket og oplyst, Kopenhagen 1885 (Samfund til Udgivelse af Gammel Nordisk Litteratur, Bd. 14).
- Hreinn Benediktsson: Early Icelandic Script. As Illustrated in Vernacular Texts from the Twelfth and Thirteenth Centuries, Reykjavík 1965. (Faksimile)
- Guðvarður Már Gunnlaugsson: Sýnisbók íslenskrar skriftar, 2. Auflage, Reykjavík 2007, S. 12f. (Faksimile und Transkription)
- Rudolf Simek, Hermann Pálsson: Lexikon der altnordischen Literatur. Die mittelalterliche Literatur Norwegens und Islands (= Kröners Taschenausgabe. Band 490). 2., wesentlich vermehrte und überarbeitete Auflage. Kröner, Stuttgart 2007, ISBN 978-3-520-49002-5.